# Gran Premio d'Italia 1959
Il Gran Premio d'Italia 1959 fu l'ottava gara della stagione 1959 del Campionato mondiale di Formula 1, disputata il 13 settembre all'Autodromo nazionale di Monza.
La corsa vide la vittoria di Stirling Moss su Cooper-Climax, seguito da Phil Hill su Ferrari e Jack Brabham su Cooper-Climax.

## Qualifiche
| Pos | N° | Pilota              | Auto                  | Squadra                  | Tempo  | Distacco |
| --- | -- | ------------------- | --------------------- | ------------------------ | ------ | -------- |
| 1   | 14 | Stirling Moss       | Cooper T51-Climax     | RRC Walker Racing Team   | 1:39.7 | -        |
| 2   | 30 | Tony Brooks         | Ferrari 246 F1        | Scuderia Ferrari         | 1:39.8 | +0.1     |
| 3   | 12 | Jack Brabham        | Cooper T45-Climax     | Cooper Car Company       | 1:40.2 | +0.5     |
| 4   | 36 | Dan Gurney          | Ferrari 246 F1        | Scuderia Ferrari         | 1:40.8 | +1.1     |
| 5   | 32 | Phil Hill           | Ferrari 246 F1        | Scuderia Ferrari         | 1:41.2 | +1.5     |
| 6   | 38 | Olivier Gendebien   | Ferrari 246 F1        | Scuderia Ferrari         | 1:41.4 | +1.7     |
| 7   | 2  | Harry Schell        | BRM P25               | Owen Racing Organisation | 1:41.6 | +1.9     |
| 8   | 34 | Cliff Allison       | Ferrari 246 F1        | Scuderia Ferrari         | 1:41.8 | +2.1     |
| 9   | 8  | Bruce McLaren       | Cooper T51-Climax     | Cooper Car Company       | 1:42.0 | +2.3     |
| 10  | 18 | Graham Hill         | Lotus 16-Climax       | Team Lotus               | 1:42.9 | +3.2     |
| 11  | 6  | Jo Bonnier          | BRM P25               | Owen Racing Organisation | 1:43.1 | +3.4     |
| 12  | 10 | Giorgio Scarlatti   | Cooper T51-Climax     | Cooper Car Company       | 1:43.3 | +3.6     |
| 13  | 16 | Maurice Trintignant | Cooper T51-Climax     | RRC Walker Racing Team   | 1:43.4 | +3.7     |
| 14  | 20 | Innes Ireland       | Lotus 16-Climax       | Team Lotus               | 1:43.5 | +3.8     |
| 15  | 4  | Ron Flockhart       | BRM P25               | Owen Racing Organisation | 1:43.6 | +3.9     |
| 16  | 42 | Ian Burgess         | Cooper T51-Maserati   | Scuderia Centro Sud      | 1:44.6 | +4.9     |
| 17  | 24 | Roy Salvadori       | Aston Martin DBR4/250 | David Brown Corporation  | 1:44.7 | +5.0     |
| 18  | 40 | Colin Davis         | Cooper T51-Maserati   | Scuderia Centro Sud      | 1:44.9 | +5.2     |
| 19  | 26 | Carroll Shelby      | Aston Martin DBR4/250 | David Brown Corporation  | 1:46.4 | +6.7     |
| 20  | 22 | Jack Fairman        | Cooper T45-Maserati   | High Efficiency Motors   | 1:49.4 | +9.7     |
| 21  | 28 | Giulio Cabianca     | Maserati 250F         | Scuderia Ugolini         | 1:51.5 | +11.8    |

## Gara
Con il primo e terzo posto in gara la Cooper-Climax si laureò Campione del Mondo Costruttori con un Gran Premio d'anticipo sul termine della stagione.
| Pos | N° | Pilota              | Costruttore           | Giri | Tempo/Causa Ritiro | Pos partenza | Punti |
| --- | -- | ------------------- | --------------------- | ---- | ------------------ | ------------ | ----- |
| 1   | 14 | Stirling Moss       | Cooper T51-Climax     | 72   | 2:04:05.4          | 1            | 8     |
| 2   | 32 | Phil Hill           | Ferrari 246 F1        | 72   | + 46.7             | 5            | 7     |
| 3   | 12 | Jack Brabham        | Cooper T45-Climax     | 72   | + 1:12.5           | 3            | 4     |
| 4   | 36 | Dan Gurney          | Ferrari 246 F1        | 72   | + 1:19.6           | 4            | 3     |
| 5   | 34 | Cliff Allison       | Ferrari 246 F1        | 71   | + 1 Giro           | 8            | 2     |
| 6   | 38 | Olivier Gendebien   | Ferrari 246 F1        | 71   | + 1 Giro           | 6            |       |
| 7   | 2  | Harry Schell        | BRM P25               | 70   | + 2 Giri           | 7            |       |
| 8   | 6  | Jo Bonnier          | BRM P25               | 70   | + 2 Giri           | 11           |       |
| 9   | 16 | Maurice Trintignant | Cooper T51-Climax     | 70   | + 2 Giri           | 13           |       |
| 10  | 26 | Carroll Shelby      | Aston Martin DBR4/250 | 70   | + 2 Giri           | 19           |       |
| 11  | 40 | Colin Davis         | Cooper T51-Maserati   | 68   | + 4 Giri           | 18           |       |
| 12  | 10 | Giorgio Scarlatti   | Cooper T51-Climax     | 68   | + 4 Giri           | 12           |       |
| 13  | 4  | Ron Flockhart       | BRM P25               | 67   | + 5 Giri           | 15           |       |
| 14  | 42 | Ian Burgess         | Cooper T51-Maserati   | 67   | + 5 Giri           | 16           |       |
| 15  | 28 | Giulio Cabianca     | Maserati 250F         | 64   | + 8 Giri           | 21           |       |
| Rit | 24 | Roy Salvadori       | Aston Martin DBR4/250 | 44   | Motore             | 17           |       |
| Rit | 8  | Bruce McLaren       | Cooper T51-Climax     | 22   | Motore             | 9            |       |
| Rit | 22 | Jack Fairman        | Cooper T45-Maserati   | 18   | Motore             | 20           |       |
| Rit | 20 | Innes Ireland       | Lotus 16-Climax       | 14   | Freni              | 14           |       |
| Rit | 18 | Graham Hill         | Lotus 16-Climax       | 1    | Frizione           | 10           |       |
| Rit | 30 | Tony Brooks         | Ferrari 246 F1        | 0    | Frizione           | 2            |       |

## Statistiche

### Piloti
- 12ª vittoria per Stirling Moss
- 10° pole position per Stirling Moss
- Ultimo Gran Premio per Carroll Shelby e Colin Davis

### Costruttori
- 1º titolo Mondiale per la Cooper
- 6ª vittoria per la Cooper

### Motori
- 6ª vittoria per il motore Climax

### Giri al comando
- Stirling Moss (1, 4, 15, 33-72)
- Phil Hill (2-3, 5-14, 16-32)

## Classifiche Mondiali

### Piloti
| Pos | Pilota              | Punti |
| --- | ------------------- | ----- |
| 1   | Jack Brabham        | 31    |
| 2   | Stirling Moss       | 25.5  |
| 3   | Tony Brooks         | 23    |
| 4   | Phil Hill           | 20    |
| 5   | Dan Gurney          | 13    |
| 6   | Maurice Trintignant | 12    |
| 7   | Jo Bonnier          | 10    |
|     | Masten Gregory      | 10    |
| 9   | Bruce McLaren       | 8.5   |
| 10  | Rodger Ward         | 8     |
| 11  | Jim Rathmann        | 6     |
| 12  | Johnny Thomson      | 5     |
|     | Harry Schell        | 5     |
| 14  | Tony Bettenhausen   | 3     |
|     | Olivier Gendebien   | 3     |
|     | Innes Ireland       | 3     |
| 17  | Jean Behra          | 2     |
|     | Cliff Allison       | 2     |
|     | Paul Goldsmith      | 2     |

### Costruttori
| Pos | Team          | Punti   |
| --- | ------------- | ------- |
| 1   | Cooper-Climax | 38 (45) |
| 2   | Ferrari       | 32 (34) |
| 3   | BRM           | 18      |
| 4   | Lotus-Climax  | 3       |